# Académie de Bordeaux (éducation)

Ancien logo de l'académie.

Pour les articles homonymes, voir Académie de Bordeaux.
L'académie de Bordeaux est une circonscription éducative, gérée par une recteur, chancelier des universités d'Aquitaine.
L'académie de Bordeaux fait partie de la zone A depuis la rentrée scolaire 2015-2016.
Elle comprend cinq départements de la région Nouvelle-Aquitaine, placés chacun sous l'autorité d'un inspecteur d'académie, directeur des services départementaux de l'Éducation nationale (agissant sous la tutelle du recteur, et exerçant leurs compétences sur l'enseignement primaire et secondaire, mais pas sur le supérieur) :
- Dordogne
- Gironde
- Landes
- Lot-et-Garonne
- Pyrénées-Atlantiques

Trois universités sont du ressort de la rectrice de l'académie :
- Université de Bordeaux (résultat de la fusion le 1er janvier 2014 des universités Bordeaux I, II et IV)
- Université Bordeaux Montaigne
- Université de Pau et des Pays de l'Adour